# Бакланов Григорій Ігорович
Григорій Ігорович Бакланов (нар. 31 серпня 1994, м. Одеса) — український актор театру та кіно.

## Життєпис
Народився 31 серпня 1994 року в місті Одеса. Закінчив дитячу театральну школу.
У 2016 році закінчив КНУТКіТ ім. Карпенка-Карого (курс Ю.Ф. Висоцького).
У 2014-2016 рр. — актор Київського театру юного глядача (ТЮГ) на Липках
У 2014-2015 рр. — актор Київського театру Драми і Комедії на Лівому березі
З 2016 року — актор київського Нового театру на Печерську.
25 травня 2019 року на 48-му Київському міжнародному кінофестивалі «Молодість» відбулася презентація пригодницького фільму-фентезі «Пекельна Хоругва», у якому Бакланов зіграв роль Семена.
У березні 2020 року відбулася прем'єра телесеріалу «Спіймати Кайдаша» на телеканалі СТБ, у якому Бакланов зіграв Лавріна Кайдаша.

## Театральні роботи
Київський академічний театр юного глядача на Липках
Київський академічний театр драми і комедії на лівому березі Дніпра
Новий драматичний театр на Печерську
- 2019 — «Гамлет» за п'єсою Вільяма Шекспіра; реж. Ольга Ларіна, Денис Мартинов — Клавдій[5]

## Фільмографія

### Кіно
| Рік  | Назва                                 | Роль          | Примітка         | Дж. |
| ---- | ------------------------------------- | ------------- | ---------------- | --- |
| 2013 | Зустріч                               | Льоша         | Короткометражний |     |
| 2016 | Моя бабуся Фані Каплан                | білогвардієць |                  |     |
| 2018 | Шляхетні волоцюги                     | Синіцин       |                  |     |
| 2018 | 11 дітей з Моршина                    | охоронець     |                  |     |
| 2020 | Пекельна Хоругва, або Різдво Козацьке | Семен         |                  |     |
| 2020 | Черкаси                               | помічник Кока |                  |     |

### Телебачення
| Рік       | Назва                     | Роль                                        | Примітка     | Дж.   |
| --------- | ------------------------- | ------------------------------------------- | ------------ | ----- |
| 2013      | Сашка                     | конвойний                                   |              |       |
| 2014      | Дворняжка Ляля            | Микола                                      |              |       |
| 2014      | Особиста справа           | Альохін, свідок                             |              |       |
| 2014      | Сни                       | Артем                                       |              |       |
| 2015      | Безсмертник               | Ігор                                        |              |       |
| 2015      | Володимирська, 15         | гастролер                                   |              |       |
| 2015      | Відділ 44                 | Дмитро                                      |              |       |
| 2016      | Мереживо долі             |                                             | Епізод       |       |
| 2016      | Поганий хороший коп       | Олег Сомов, студент                         |              |       |
| 2016      | Підкидьок                 | Павло, опер                                 |              |       |
| 2017      | Дефективи                 |                                             | Епізод       |       |
| 2017      | Майор і магія             | гопник                                      |              |       |
| 2017      | Догори дриґом             | Саша                                        |              |       |
| 2017      | Зустрічна смуга           | Кирило                                      |              |       |
| 2017      | Лікар Ковальчук           | Ігор                                        |              |       |
| 2017      | Обручка з рубіном         | репортер                                    |              |       |
| 2017      | Лінія світла              | Гліб Дубовик                                |              |       |
| 2017      | Настане світанок          | Ілля                                        |              |       |
| 2017      | Веселка в небі            |                                             | Епізод       |       |
| 2018      | Голос із минулого         | Денис, хлопець Алі                          |              |       |
| 2018      | Соломонове рішення        | Михайло                                     |              |       |
| 2018      | Чужі рідні                | поліціянт                                   |              |       |
| 2018      | Папаньки                  |                                             | Епізод       |       |
| 2018—2020 | Ніщо не трапляється двічі | Гліб Стержаков                              |              |       |
| 2019      | Швидка                    | Тарас, парамедик                            |              |       |
| 2019      | Зникла наречена           | Назар                                       |              |       |
| 2019      | З вовками жити            | Валера, син Тамари і Ореста                 |              |       |
| 2020      | Спіймати Кайдаша          | Лаврін Кайдаш                               | Головна роль | [ 4 ] |
| 2020      | Гірша подруга             | Павло                                       |              |       |
| 2020      | Сага                      | Олександр Козак, брат Богдани (18-33 років) |              |       |
| 2025      | Кохання та полумʼя        | Святослав Мороз                             |              |       |

## Нагороди та номінації
| Рік                                                     | Категорія                                                      | Робота                    | Результат |
| ------------------------------------------------------- | -------------------------------------------------------------- | ------------------------- | --------- |
| «Київська пектораль»                                    |                                                                |                           |           |
| 2020                                                    | Найкраще виконання чоловічої ролі другого плану (роль Клавдія) | Гамлет                    | Номінація |
| Міжнародний театральний фестиваль GATS у Пекіні (Китай) |                                                                |                           |           |
| 2015                                                    | Найкраща акторська гра                                         | Ромео і Джульєтта, Забава | Перемога  |

## Особисте життя
Дружина — українська акторка театру та кіно Анастасія Цимбалару (одружилися у 2021-му). У березні 2024 року актори оголосили про розлучення.